# Stefano Scherini
Stefano Scherini (Torino, 18 giugno 1971) è un attore italiano.

## Biografia
Stefano Scherini, attore teatrale, esordisce in televisione e al cinema a partire dalla seconda metà degli anni 90 del secolo scorso, prendendo parte a diversi film e serie televisive. Il 21 luglio 2018 si sposa con Giovanna Scardoni, sua collega attrice. Dal 9 giugno 2020 è socio fondatore e membro del Consiglio Direttivo dell'Unione Nazionale Interpreti Teatro e Audiovisivo (UNITA).

## Filmografia

### Cinema
- Il partigiano Johnny , regia di Guido Chiesa (2000)
- 4-4-2 - Il gioco più bello del mondo, regia di Francesco Lagi (2006)
- L'ultimo terrestre, regia di Gianni Pacinotti (2011)
- Goltzius and the Pelican Company, regia di Peter Greenaway (2012)
- La migliore offerta, regia di Giuseppe Tornatore (2013)
- Se chiudo gli occhi non sono più qui, regia di Vittorio Moroni (2013)
- La luna su Torino, regia di Davide Ferrario (2014)
- Senza lasciare traccia, regia di Gianclaudio Cappai (2016)
- Ben-Hur, regia di Timur Bekmambetov (2016)
- La pazza gioia, regia di Paolo Virzì (2016)
- Campo di battaglia, regia di Gianni Amelio (2024)

### Televisione
- Le madri, regia di Angelo Longoni (1999)
- Il papa buono - Giovanni XXIII, regia di Ricky Tognazzi (2003)
- Renzo e Lucia, regia di Francesca Archibugi (2004)
- Don Matteo, regia di Andrea Barzini (2004) 4ª stagione, episodio 19
- Le cinque giornate di Milano, regia di Carlo Lizzani (2004)
- Il mostro di Firenze, regia di Antonello Grimaldi (2009)
- Il tredicesimo apostolo, regia di Alexis Cahill - serie TV, episodio 2x12 (2014)
- Un mondo nuovo, regia di Alberto Negrin (2014)
- 1992, regia di Giuseppe Gagliardi - Serie TV, episodio 1x02 (2015)
- Non uccidere, regia di Giuseppe Gagliardi - serie TV, episodio 1x06 (2015)
- 1993, regia di Giuseppe Gagliardi - Serie TV, 3 episodi (2017)
- Il miracolo – Serie TV, episodio 1x04 (2018)
- 1994, regia di Giuseppe Gagliardi - Serie TV, episodio 3x01 (2019)
- Il nome della rosa (The Name of the Rose), regia di Giacomo Battiato - miniserie TV, episodio 1x01 (2019)
- L'Alligatore, regia di Emanuele Scaringi - serie TV, episodio 1x05 (2020)
- Hanno ucciso l'Uomo Ragno - La leggendaria storia degli 883 , regia di Sydney Sibilia - miniserie TV, puntata 2 (2024)

### Cortometraggi
- The Technician, regia di Luca Cerlini (2011)
- Burattino, regia di Anna Sanna (2012)